# Список народных учителей Российской Федерации
Почётное звание «Народный учитель Российской Федерации» установлено Указом Президента Российской Федерации от 2 марта 2000 года № 463.
В статье представлен список лиц, которым это звание присвоено. После даты присвоения почетного звания стоит номер соответствующего Указа Президента Российской Федерации.

## 2000 (2 человека)
1. 21 сентября 2000 г., № 1683 — Ларионов Виктор Петрович (18.04.1935 — 7.12.2014) — учитель средней школы — Магнитогорского лицея Российской академии наук, Челябинская область[1].
2. 21 сентября 2000 г., № 1683 — Халиуллин Рамиль Исмагилович (род. 24.11. 1942 г.) — учитель татарско-русской средней школы № 80 города Казани Республики Татарстан[1].

## 2001 (7 человек)
1. 1 февраля 2001 г., № 111 — Векслер Клара Гершевна (1939—2009) — преподаватель Биробиджанского промышленно-гуманитарного колледжа, Еврейская автономная область[2].
2. 1 февраля 2001 г., № 111 — Марголин Эдуард Максович (23.01.1936—28.07.2024) — учитель средней школы № 7 города Великие Луки Псковской области[2].
3. 22 марта 2001 г., № 326 — Назаров Юрий Александрович (род. 22.08.1940) — директор Волгоградского технического колледжа[3].
4. 4 сентября 2001 г., № 1092 — Бушуева Ольга Васильевна (род. 04.08.1938) — директор средней школы № 22 города Перми[4].
5. 4 сентября 2001 г., № 1092 — Комлева, Матильда Андреевна (01.12.1931 — 03.02.2019) — директор средней школы № 199 города Москвы[4].
6. 4 сентября 2001 г., № 1092 — Лазарев Борис Николаевич (род. 26.02.1941 г.) — директор Могочинского авторского специального (коррекционного) детского дома-школы Читинской области[4].
7. 29 сентября 2001 г., № 1159 — Чепуров Виктор Николаевич (02.02.1926 — 30.05.2018) — педагог дополнительного образования муниципального лицея города Щелково Московской области[5].

## 2002 (5 человек)
1. 12 апреля 2002 г., № 378 — Иванов Александр Фёдорович(18.03.1925 — 21.07.2009) — директор Мятлевской средней школы Износковского района Калужской области[6].
2. 12 апреля 2002 г., № 378 — Сидоренко Аля Алексеевна (23.03.1931 — 22.03.2021) — директор школы-интерната № 5 города Ленинска-Кузнецкого Кемеровской области[6].
3. 29 июля 2002 г., № 813 — Додонова Любовь Артуровна (7.12.1936 — 12.04.2020) — директор Нижневартовского государственного социально-гуманитарного колледжа, Ханты-Мансийский автономный округ[7].
4. 21 сентября 2002 г., № 1015 — Башмаков Виктор Яковлевич (16.06.1941 — 24.03.2024) — учитель муниципального общеобразовательного учреждения «Лицей № 8» города Тихвина Ленинградской области[8].
5. 30 сентября 2002 г., № 1098 — Климентовская Зинаида Викторовна (род. 9.01.1952) — учительница лицея № 4 города Рязани[9].

## 2003 (4 человека)
1. 28 мая 2003 г., № 579 — Педай Галина Николаевна (28.08.1932 — 11.2007) — учительница Большелугской средней школы № 8 Шелеховского муниципального образования Иркутской области[10].
2. 31 июля 2003 г., № 857 — Шаров Владимир Иванович (6.03.1937 — 11.07.2016) — директор санаторно-лесной школы города Ярославля[11].
3. 1 октября 2003 г., № 1166 — Малякин Анатолий Михайлович (род.25.05.1945) — учитель средней школы № 26 с углублённым изучением предметов естественно-научного профиля города Великий Новгород[12].
4. 18 ноября 2003 г., № 1358 — Кухтинская Алла Сергеевна (род. 22.03.1936 )— директор средней школы с углублённым изучением английского языка и музыки «Лосиный остров» № 368 Восточного административного округа города Москвы[13].

## 2004 (5 человек)
1. 11 февраля 2004 г., № 187 — Шершнев Алексей Трифонович (род. 27.03.1946) — директор Перевозского строительного колледжа Нижегородской области[14].
2. 13 марта 2004 г., № 355 — Ульянова Зинаида Александровна (22.03.1937 — 20.03.2016) — преподаватель Хреновского лесхоза-техникума (лесного колледжа) имени Г. Ф. Морозова, Воронежская область[15].
3. 22 мая 2004 г., № 668 — Арнаутов Владимир Владимирович (12.10.1951 — 22.04.2013) — директор Михайловского педагогического колледжа Волгоградской области[16].
4. 10 ноября 2004 г., № 1427 — Суханова Людмила Андреевна (род.8.12.1943) — директор муниципального образовательного учреждения «Гимназия № 2» города Перми[17].
5. 10 ноября 2004 г., № 1427 — Ткачук Виктор Иванович (23.01.1947 — 30.04.2024) — учитель муниципального образовательного учреждения «Муниципальная общеобразовательная средняя школа № 10 с углубленным изучением физики и технических дисциплин» города Ноябрьска Ямало-Ненецкого автономного округа[17].

## 2005 (6 человек)
1. 17 января 2005 г., № 20 — Белоусов Николай Владимирович (11.03.1926 — 19.12.2007) — директор государственного образовательного учреждения «Средняя общеобразовательная школа № 387» города Санкт-Петербурга[18].
2. 17 января 2005 г., № 20 — Капитонова Маргарита Евгеньевна (род.14.02.1940 г.) — директор государственного образовательного учреждения начального профессионального образования «Петербургский технический лицей» города Санкт-Петербурга[18].
3. 17 января 2005 г., № 33 — Золотарева Альбина Васильевна (род. 17.01.1939) — директор муниципального образовательного учреждения дополнительного образования детей «Центр дополнительного образования для детей» Левобережного района города Воронежа[19].
4. 21 февраля 2005 г., № 190 — Пильдес Майя Борисовна (30.04.1951 — 31.10.2022) — директор государственного общеобразовательного учреждения «Гимназия № 56» города Санкт-Петербурга[20].
5. 5 мая 2005 г., № 509 — Латышев, Юрий Иванович (22.03.1932 — 3.12.2020) — заместитель директора муниципального образовательного учреждения «Средняя общеобразовательная школа № 44 имени В. Н. Деева» города Ульяновска[21].
6. 5 мая 2005 г., № 509 — Митрофанова Галина Николаевна (род. 21.03.1950) — директор федерального государственного образовательного учреждения среднего профессионального образования «Саратовский сельскохозяйственный техникум»[21].

## 2006 (3 человека)
1. 13 ноября 2006 г., № 1271 — Мальбахов Борис Касбулатович (21.01.1945 — 29.12.2019) — директор муниципального общеобразовательного учреждения «Лицей № 2» города Нальчика, Кабардино-Балкарская Республика[22].
2. 13 ноября 2006 г., № 1271 — Найденова Зоя Георгиевна — председатель комитета общего и профессионального образования Ленинградской области[22].
3. 13 ноября 2006 г., № 1271 — Сухова Нина Дмитриевна (род. 3.04.1946) — директор государственного образовательного учреждения «Корочанская школа-интернат для детей с нарушениями речи санаторного типа», Белгородская область[22].

## 2007 (4 человека)
1. 9 мая 2007 г., № 603 — Гневина Нина Анатольевна (род.12.04.1946) — учительница муниципального общеобразовательного учреждения «Средняя общеобразовательная школа № 39» города Астрахани[23].
2. 9 мая 2007 г., № 603 — Соломко Людмила Георгиевна (род. 5.04.1951) — директор государственного образовательного учреждения среднего профессионального образования «Ноябрьский колледж профессиональных и информационных технологий», Ямало-Ненецкий автономный округ[23].
3. 9 мая 2007 г., № 603 — Филиппова Екатерина Алексеевна (род.7.12.1955) — учительница муниципального образовательного учреждения «Средняя общеобразовательная школа № 34» города Рязани[23].
4. 18 августа 2007 г., № 1078 — Салахов Валерий Шейхевич (род.28.11.1942) — директор муниципального общеобразовательного учреждения "Гимназия «Лаборатория Салахова» города Сургута, Ханты-Мансийский автономный округ — Югра[24].

## 2008 (9 человек)
1. 29 февраля 2008 г., № 281 — Зыбайлова Надежда Сазоновна (род. 05.10.1943) — директор муниципального общеобразовательного учреждения «Едогонская средняя общеобразовательная школа» Тулунского района, Иркутская область[25].
2. 29 февраля 2008 г., № 281 — Федотов Вячеслав Васильевич (род. 12.06.1952) — директор муниципального общеобразовательного учреждения «Средняя общеобразовательная школа № 1» округа Муром, Владимирская область[25].
3. 29 февраля 2008 г., № 281 — Харитонова Валентина Александровна (род.14.06.1941) — директор муниципального общеобразовательного учреждения «Гимназия № 56» города Ижевска, Удмуртская Республика[25].
4. 30 августа 2008 г., № 1274 — Захаренко Ангелина Михайловна (1.01.1946 — 14.10.2018) — директор муниципального общеобразовательного учреждения «Сторожевская средняя общеобразовательная школа» Корткеросского района, Республика Коми[26].
5. 30 августа 2008 г., № 1274 — Иконникова Галина Фёдоровна (1938—27.12.2022) — директор муниципального общеобразовательного учреждения «Лицей № 4» города Перми[26].
6. 30 августа 2008 г., № 1274 — Лысунец Валерий Александрович (22.01.1949 — 10.09.2019) — учитель муниципального общеобразовательного учреждения «Средняя общеобразовательная школа № 16» города Хабаровска[26].
7. 30 августа 2008 г., № 1274 — Рачевский Ефим Лазаревич (род. 6.01.1949) — директор государственного образовательного учреждения "Центр образования № 548 «Царицыно» Южного административного округа города Москвы[26].
8. 30 августа 2008 г., № 1274 — Харитонова Людмила Георгиевна (род.21.01.1954) — учительница муниципального общеобразовательного учреждения «Шимановская средняя школа» Вяземского района, Смоленская область[26].
9. 30 октября 2008 г., № 1547 — Овчинников Владимир Фёдорович (4.10.1928 — 10.11.2020 г.) — директор государственного образовательного учреждения "Лицей «Вторая школа» Юго-Западного административного округа города Москвы[27].

## 2009 (7 человек)
1. 11 мая 2009 г., № 531 — Лепёхин Юрий Васильевич (23.09.1942 — 16.02.2025) — учитель муниципального образовательного учреждения «Средняя общеобразовательная школа № 78» города Волгограда[28].
2. 4 июня 2009 г., № 628 — Батищев Игорь Иванович (8.11.1949 — 14.09.2022[29]) — директор государственного (областного) специального (коррекционного) образовательного учреждения для обучающихся, воспитанников с отклонениями в развитии «Специальная (коррекционная) общеобразовательная школа-интернат III—IV вида», город Липецк[30].
3. 4 июня 2009 г., № 628 — Курасова Антонина Семёновна (1.02.1941 — 2.09.2024) — директор муниципального общеобразовательного учреждения «Брянский городской лицей № 1 имени А. С. Пушкина»[30].
4. 4 июня 2009 г., № 628 — Розенфельд Яков Романович (16.01.1927 — 10.09.2021) — учитель муниципального общеобразовательного учреждения «Гимназия № 10» города Новосибирска[30].
5. 4 июня 2009 г., № 628 — Ройтблат Ольга Владимировна (род. 13.04.1953 г.) — ректор автономного образовательного учреждения Тюменской области дополнительного профессионального образования (повышения квалификации) специалистов «Тюменский областной государственный институт развития регионального образования»[30].
6. 4 июня 2009 г., № 628 — Сайбединов Шайдула Геляджейтинович (род.30.07.1957 г.) — директор областного государственного общеобразовательного учреждения «Губернаторский Светленский лицей», Томская область[30].
7. 17 сентября 2009 г., № 1042 — Смирнов Владимир Павлович (23.07.1948 — 9.07.2016) — директор государственного образовательного учреждения среднего профессионального образования «Нижегородский медицинский базовый колледж»[31].

## 2010 (6 человек)
1. 2 апреля 2010 г., № 414 — Мардер Людмила Маратовна (род. 15.08.1951 г.) — директор государственного общеобразовательного учреждения «Вторая Санкт-Петербургская Гимназия»[32].
2. 24 мая 2010 г., № 637 — Ражбадинова Анна Степановна (? — 12.2021) — директор муниципального центра образования «Сказка» города Махачкалы, Республика Дагестан[33].
3. 1 октября 2010 г., № 1196 — Белошапская Кира Александровна (2.10.1938 — 16.12.2021) — учительница муниципального общеобразовательного учреждения «Гимназия № 32» города Калининграда[34].
4. 1 октября 2010 г., № 1196 — Гостев Анатолий Германович (1.09.1942 — 15.07.2021) — директор муниципального общеобразовательного учреждения «Лицей N 11» города Челябинска[34].
5. 1 октября 2010 г., № 1196 — Пигалицын Лев Васильевич (род. 17.08.1939 г.) — учитель муниципального образовательного учреждения «Средняя общеобразовательная школа № 2 с углубленным изучением предметов физико-математического цикла» города Дзержинска, Нижегородская область[34].
6. 1 октября 2010 г., № 1196 — Самсонян Виктор Михайлович (1945 — 7.06.2017) — директор муниципального общеобразовательного учреждения «Лицей № 22» города Иваново[34].

## 2011 (4 человека)
1. 5 октября 2011 г., № 1284 — Васильева Валентина Афанасьевна (1929 — 23.11.2021) — учитель муниципального общеобразовательного учреждения «Средняя общеобразовательная школа N 10 с углубленным изучением отдельных предметов», г. Ангарск Иркутская область[35].
2. 5 октября 2011 г., № 1284 — Калкаев Александр Андреевич (род.1.01.1951) — директор муниципального общеобразовательного учреждения для детей и подростков, имеющих высокие интеллектуальные способности, «Гимназия № 10 ЛИК города Невинномысска» Ставропольского края[35].
3. 5 октября 2011 г., № 1284 — Матыцина Валентина Викторовна (17.12.1938 — 10.11.2021) — заместителю директора муниципального общеобразовательного учреждения «Средняя общеобразовательная школа № 1» города Биробиджана Еврейской автономной области[35].
4. 5 октября 2011 г., № 1284 — Фирсова Марина Михайловна (род.13.04.1951) — директор государственного бюджетного образовательного учреждения города Москвы «Гимназия № 1518»[35].

## 2012 (2 человека)
1. 14 октября 2012 г., № 1358 — Афонин, Игорь Анатольевич (род.14.03.1962) — директор муниципального бюджетного образовательного учреждения «Брянский городской лицей № 27 имени Героя Советского Союза И. Е. Кустова»[36].
2. 14 октября 2012 г., № 1358 — Коркина, Раиса Андреевна (1.03.1939 — 1.08.2021) — учитель муниципального бюджетного общеобразовательного учреждения «Гимназия № 22» города Барнаула Алтайского края[36].

## 2013 (3 человека)
1. 4 октября 2013 г., № 760 — Донская, Валентина Васильевна (род. 12.10.1950) — заместитель директора муниципального образовательного учреждения «Средняя общеобразовательная школа № 222 с углублённым изучением предметов художественно-эстетического профиля» города Заречного Пензенской области[37].
2. 4 октября 2013 г., № 760 — Игошина, Татьяна Алексеевна (род.28.09.1941) — учитель муниципального общеобразовательного учреждения «Средняя общеобразовательная школа № 61» города Нижний Тагил Свердловской области[37].
3. 4 октября 2013 г., № 760 — Корзняков, Александр Алексеевич (род.10.07.1953) — директор муниципального автономного общеобразовательного учреждения «Средняя общеобразовательная школа № 146 с углублённым изучением математики, физики, информатики» города Перми[37].

## 2014 (5 человек)
1. 14 августа 2014 г., № 568 — Кондратенко Вера Даниловна (1936—18.09.2019) — директор государственного бюджетного образовательного учреждения города Москвы средней общеобразовательной школы № 56 имени академика В. А. Легасова[38].
2. 29 сентября 2014 г., № 646 — Аксенов Алексей Михайлович (род. 23.03.1957) — директор государственного образовательного учреждения Тульской области «Киреевская школа-интернат для детей-сирот и детей, оставшихся без попечения родителей»[39].
3. 29 сентября 2014 г., № 646 — Завельский Юрий Владимирович (15.06.1927—07.05.2021) — директор государственного бюджетного образовательного учреждения Московской гимназии на Юго-Западе № 1543[39].
4. 29 сентября 2014 г., № 646 — Звавич Леонид Исаакович (19.11.1945—16.01.2024) — учитель государственного бюджетного образовательного учреждения города Москвы гимназии № 1567[39].
5. 29 сентября 2014 г., № 646 — Рыжик Валерий Идельевич (род. 25.08. 1937) — учитель лицея «Физико-техническая школа» федерального государственного бюджетного учреждения высшего профессионального образования и науки Санкт-Петербургского Академического университета — научно-образовательного центра нанотехнологий Российской академии наук[39].

## 2015 (2 человека)
1. 22 декабря 2015 г., № 649 — Лысиков, Александр Иванович (род.10.08.1954) — директор государственного автономного образовательного учреждения среднего профессионального образования Московской области «Губернский профессиональный колледж»[40].
2. 22 декабря 2015 г., № 649 — Нечитайлова, Елена Викторовна (род.24.04.1963) — учитель муниципального бюджетного общеобразовательного учреждения лицея № 1 города Цимлянска Ростовской области[40]

## 2016 (1 человек)
1. 26 октября 2016 г., № 572 — Агадуллина, Лиза Киямовна (1.01.1942 - 20.06.2024) — учитель муниципального автономного общеобразовательного учреждения «Лицей № 42» городского округа город Уфа Республики Башкортостан[41].

## 2017 (2 человека)
1. 10 сентября 2017 г., № 416 — Косилова, Ольга Ивановна (род. 13.11.1957) — учитель муниципального бюджетного общеобразовательного учреждения «Школа № 2 города Благовещенска» Амурской области[42].
2. 24 октября 2017 г., № 512 — Рукшин, Сергей Евгеньевич (10.11.1957) — профессор кафедры федерального государственного бюджетного образовательного учреждения высшего образования «Российский государственный педагогический университет имени А. И. Герцена», город Санкт-Петербург[43].

## 2019 (1 человек)
1. 4 октября 2019 г., № 479 — Медведева, Светлана Афанасьевна, (род. 7.01.1941) Краснодарский край[44].

## 2020 (3 человека)
1. 10 сентября 2020 г., № 552 — Кугаевский, Анатолий Анатольевич (род. 29.01.1965) — учитель государственного автономного общеобразовательного учреждения Тюменской области «Физико-математическая школа»[45].
2. 10 сентября 2020 г., № 552 — Мишин, Андрей Валентинович (род. 1.07.1972) — учитель муниципального общеобразовательного учреждения многопрофильной гимназии № 12 города Твери[45].
3. 10 сентября 2020 г., № 552 — Сидоренко, Тамара Константиновна (род. 20.10.1946 г.) — учитель муниципального общеобразовательного бюджетного учреждения средней общеобразовательной школы № 7 имени Героя России И. В. Ткаченко города Тынды Амурской области[45].

## 2021 (5 человек)
1. 6 апреля 2021 г., № 195 — Кожанова, Эльза Алексеевна  (род. 24.10.1935)— учитель муниципального бюджетного образовательного учреждения «Лицей № 6 имени М. А. Булатова», город Курск[46].
2. 1 октября 2021 г., № 558 — Бельков, Леонид Тимофеевич (род.12.05.1959)— директор муниципального бюджетного общеобразовательного учреждения «Болыпанская основная общеобразовательная школа» Прохоровского района Белгородской области[47].
3. 1 октября 2021 г., № 558 — Чумичева, Ольга Викторовна — учитель муниципального автономного общеобразовательного учреждения «Лицей № 14 имени Заслуженного учителя Российской Федерации А. М. Кузьмина», город Тамбов[47].
4. 1 октября 2021 г., № 558 — Шевенова, Светлана Ивановна (род. 18.02.1952) — учитель муниципального бюджетного общеобразовательного учреждения «Элистинский лицей», Республика Калмыкия[47].
5. 18 ноября 2021 г., № 659 — Русакова, Лидия Николаевна (род. 24.05.1957)— директор муниципального автономного общеобразовательного учреждения средней общеобразовательной школы № 70 города Тюмени имени Великой Победы[48].

## 2022 (1 человек)
1. 7 октября 2022 г., № 713 — Потапов, Виктор Филиппович (род. 17.05.1950) — учитель государственного бюджетного нетипового общеобразовательного учреждения Республики Саха (Якутия) «Республиканский лицей-интернат»[49].

## 2023 (5 человек)
1. 27 февраля 2023 г., № 123 — Бударина, Нина Степановна (род. 2 мая 1946) — директор муниципального казённого общеобразовательного учреждения Лебяжинской средней школы Камышинского муниципального района Волгоградской области[50].
2. 27 февраля 2023 г., № 123 — Никитин, Иван Александрович — учитель муниципального общеобразовательного учреждения «Половинская средняя общеобразовательная школа», Курганская область[50].
3. 3 октября 2023 г., № 740 — Максимова, Лариса Юрьевна — начальник федерального государственного казённого общеобразовательного учреждения «Московский кадетский корпус «Пансион воспитанниц Министерства обороны Российской Федерации»[51].
4. 3 октября 2023 г., № 740 — Петрынин, Александр Геннадьевич — директор краевого государственного бюджетного общеобразовательного учреждения «Хабаровский краевой центр психолого-педагогической, медицинской и социальной помощи»[51].
5. 3 октября 2023 г., № 740 — Сивцова, Ирина Валентиновна — директор лицея федерального государственного образовательного бюджетного учреждения высшего образования «Финансовый университет при Правительстве Российской Федерации», город Москва[51].

## 2024 (3 человека)
1. 18 сентября 2024 г., № 800 — Молчанова, Елена Робертовна — учитель муниципального автономного общеобразовательного учреждения «Средняя школа № 144», город Красноярск[52].
2. 18 сентября 2024 г., № 800 — Федюнина, Марина Зоревна — учитель муниципального бюджетного общеобразовательного учреждения «Средняя общеобразовательная школа № 10 с углублённым изучением отдельных предметов имени академика Ю. А. Овчинникова», город Красноярск[52].
3. 14 ноября 2024 г., № 980 — Комиссаров, Владимир Федорович — преподаватель федерального государственного казенного общеобразовательного учреждения «Казанское суворовское военное училище Министерства обороны Российской Федерации».

## 2025 (3 человека)
1. 10 февраля 2025 г., № 76 — Каппушев, Сеитбий Магометович — директор муниципального бюджетного общеобразовательного учреждения «Гимназия с. Знаменка» Прикубанского муниципального района Карачаево-Черкесской Республики[53].
2. 10 февраля 2025 г., № 76 — Мухин, Алексей Викторович — директор государственного бюджетного общеобразовательного учреждения школы-интерната № 1 имени К.К.Грота Красногвардейского района Санкт-Петербурга[53].
3. 23 апреля 2025 г., № 260 — Майоров, Алексей Васильевич — заместитель директора муниципального бюджетного общеобразовательного учреждения гимназии № 44, Ивановская область[54].